# Weitner Ádám
Weitner Ádám (Pécs, 1982. szeptember 9. –) magyar labdarúgó,  csatár, edző.

## Pályafutása
2018 decemberében a Ménfőcsanak ESK vezetőedzője lett. 2020 szeptemberétől az NB III-as SC Sopron vezetőedzőjeként dolgozott.